# Киро Узунов
Киро Димитров Узунов е български революционер, войвода на Вътрешната македоно-одринска революционна организация.

## Биография
Узунов е роден на 7 февруари 1864 г. в град Малък Самоков, днес в Турция, тогава в Османска империя. От 1880 година живее в Бургас. От 1901 година е четник при Георги Кондолов.
В началото на януари 1903 година Георги Костадиев поставя началото на революционната организация в село Конак. През март организаторите Киро Узунов, Дико Джелебов, Иван Делибозов и Иван Тамахкяров събират и заклеват мъжете от цялото село. Избран от конгреса на Петрова нива за войвода на Гьоктепенски участък, негов подвойвода е Иван Делибозов, отстъпил впоследствие на поручик Коста Стоянов след като е ранен в сражение с турска войска. Заместен е като войвода от Йордан Мешков. Лекува се и продължава да живее в Бургас.
При избухването на Балканската война в 1912 година Киро Узунов е доброволец в Македоно-одринското опълчение и служи във Втора рота на Лозенградската партизанска дружина.
Умира на 15 или 28 септември 1938 година в Бургас.